# ゲム・アーチャー
コリン・マレイ・アーチャー（Colin Murray Archer, 1966年12月7日 - ）は、イングランド・ダラム出身のミュージシャン。ロックバンド、元オアシスのギタリストで、オアシス解散後はリアムによる新バンド、ビーディ・アイにて引き続きギタリストとして活動していた。スコットランドのサッカー選手Archie Gemmillにちなみ、ゲム・アーチャー（Gem Archer）と呼ばれている。

## 来歴
もともとはヘヴィー・ステレオというバンドのボーカル兼ギタリストで、1994年にクリエイション・レコーズと契約。シングル2枚を発表した後、1996年に『デジャ・ヴードゥー (Deja Voodoo)』というアルバムでデビューを果たす。しかし、レコード会社の業績悪化に伴い契約を打ち切られ、現在これがバンド唯一のアルバムとなっている。
1999年11月、同じくクリエイション・レコーズに所属していたオアシスに加入。以後、現在までにオアシスの作品でいくつか作曲を担当している。また、ポール・ウェラーのアルバム『イルミネーション』（2002年）、『22ドリームス』（2008年）に、ノエル・ギャラガーと共にゲスト参加。
2016年7月、ノエル・ギャラガーがオアシス脱退後に結成したノエル・ギャラガーズ・ハイ・フライング・バーズにギタリストとして加入。
2025年7月、再結成したオアシスにギタリストとして再加入。

## 人物

### 使用楽器
ライヴ、レコーディングともにギブソン・ファイヤーバードを大半で使用している。ギブソン・ES-335やフェンダーストラトキャスターを使用する事もある。また、曲によってはハーモニカやキーボードの演奏も披露している。

### その他
- 既婚者で、息子と娘がいる。
- ベジタリアンである。